# Biserica „Sfântul Proroc Ilie” din Pașcani
Biserica „Sf. Proroc Ilie” este o biserică amplasată în Pașcani, raionul Hîncești, Republica Moldova. Este un monument arhitectural de importanță națională inclus în Registrul monumentelor Republicii Moldova ocrotite de stat cu nr. 638 (raionul Hîncești). Datează din 1914.